# Marion Jones
Marion Jones, född 12 oktober 1975 i Los Angeles, Kalifornien, är en amerikansk före detta friidrottare, främst känd för att under OS 2000 ha tagit fem medaljer som hon sedan på grund av dopning fråntogs. 
Jones hade sedan tidigare också två tidigare VM-guld (1997, 1999) som hon fått behålla då dopning under denna period ej har kunnat bevisas.

## Idrottskarriären
Jones tävlade på sprintdistanserna och i längdhopp. Hon har ett flertal VM-medaljer och tog fem medaljer (tre guld och två brons) vid Olympiska sommarspelen 2000 i Sydney. Jones omgärdades av rykten om dopning som en följd av att hennes namn drogs in i utredningen kring BALCO. Hennes tränare Trevor Graham har även tränat Justin Gatlin, Tim Montgomery och C. J. Hunter (Jones dåvarande make), som alla tre är fällda för just dopning. Till följd av dopningsryktena kring Jones kom hon själv att utestängas från flera galor i främst Europa under de sista säsongerna. 
Anmärkningsvärt är att det var hennes tränare, Trevor Graham, som låg bakom att dopningshärvan avslöjades, med bland annat dåvarande okända steroiden THG (tetrahydrogestrinon). Han avslöjade dopningshärvan genom att han kom över medlet och skickade en spruta med THG till antidopingbyrån USADA. I början var det oklart att det var han som var den anonyme tipsaren men efter att Justin Gatlin, som han tränar, vann OS-guld på 100 m (friidrott) i OS 2004 i Aten avslöjade han att det var han som var tipsaren.
Den 4 oktober 2007 erkände Jones att hon tog anabola steroider (THG) under två år från 1999 och var dopad under OS i Sydney år 2000.  Efter beslut av IAAF 23 november 2007, blev Jones av med alla sina medaljer från VM 2001 (2 guld och 1 silver) samt återbetalningsskyldig vad gäller prispengar vunna sedan september 2000. Efter ett beslut av IOC 12 december 2007 blev hon av med alla medaljer från OS 2000 (3 guld och 2 brons) samt en femteplats i OS 2004. Dessutom dömdes hon till sex månader i fängelse efter att ha ljugit inför utredarna när hon fick frågor om hon dopat sig och om ett checkbedrägeri.

## Privatliv

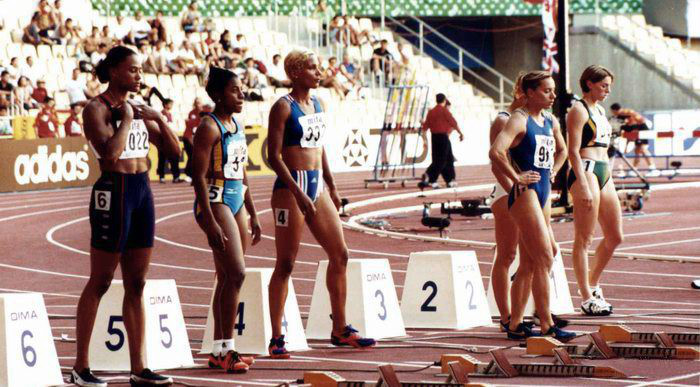
Marion Jones längst till vänster, inför semifinalen på 100 m under VM i Sevilla 1999

Jones innehar dubbelt medborgarskap: USA (födelseland) och Belize (hennes mors hemland). Hennes far övergav familjen när Jones var två år gammal. Tre år senare gifte hennes mor om sig med den pensionerade postarbetaren Ira Toler. Toler blev hemmapappa för Jones (och hennes äldre halvbror Albert Kelly) fram tills hans död 1998 i stroke. Det var han som gjorde Jones intresserad av idrott. I unga år var hon dominant inom både basket och friidrott i sin åldersklass i Kalifornien.
1997 tog hon examen vid University of North Carolina in Chapel Hill. Där träffade hon tränaren och kulstötaren C.J. Hunter. De gifte sig 3 oktober 1998. Inför OS i Sydney 2000 drog sig Hunter ur kulstötningstävlingen där han var kvalificerad att tävla för USA. Under själva spelen avslöjade IOK att Hunter testats positivt för dopning (den anabola steroiden Nandrolon) under fyra olika tillfällen innan OS. Hunter tilläts dock närvara under spelen för att stötta Jones, som länge stod upp för sin man och försvarade honom tills det inte gick längre. De skiljde sig 2002.
28 juni 2003 fick Jones en son, Tim Montgomery Jr, tillsammans med dåvarande pojkvännen och sprintern Tim Montgomery (som var världsrekordinnehavare på 100 m innan han åkte fast för dopning och fråntogs resultat och medaljer).
24 februari 2007 gifte sig Jones med Obadele Thompson, sprinter från Barbados och bronsmedaljör på 100 m i OS i Sydney 2000. De fick en son tillsammans som föddes i juli 2007 och en dotter som föddes i juni 2009.

## Personliga rekord
| 100 meter löpning: | 10,65 | sekunder |
| 200 meter löpning: | 21,62 | sekunder |
| 400 meter löpning: | 49,59 | sekunder |
| Längdhopp:         | 7,31  | meter    |